# Monika Kampmann

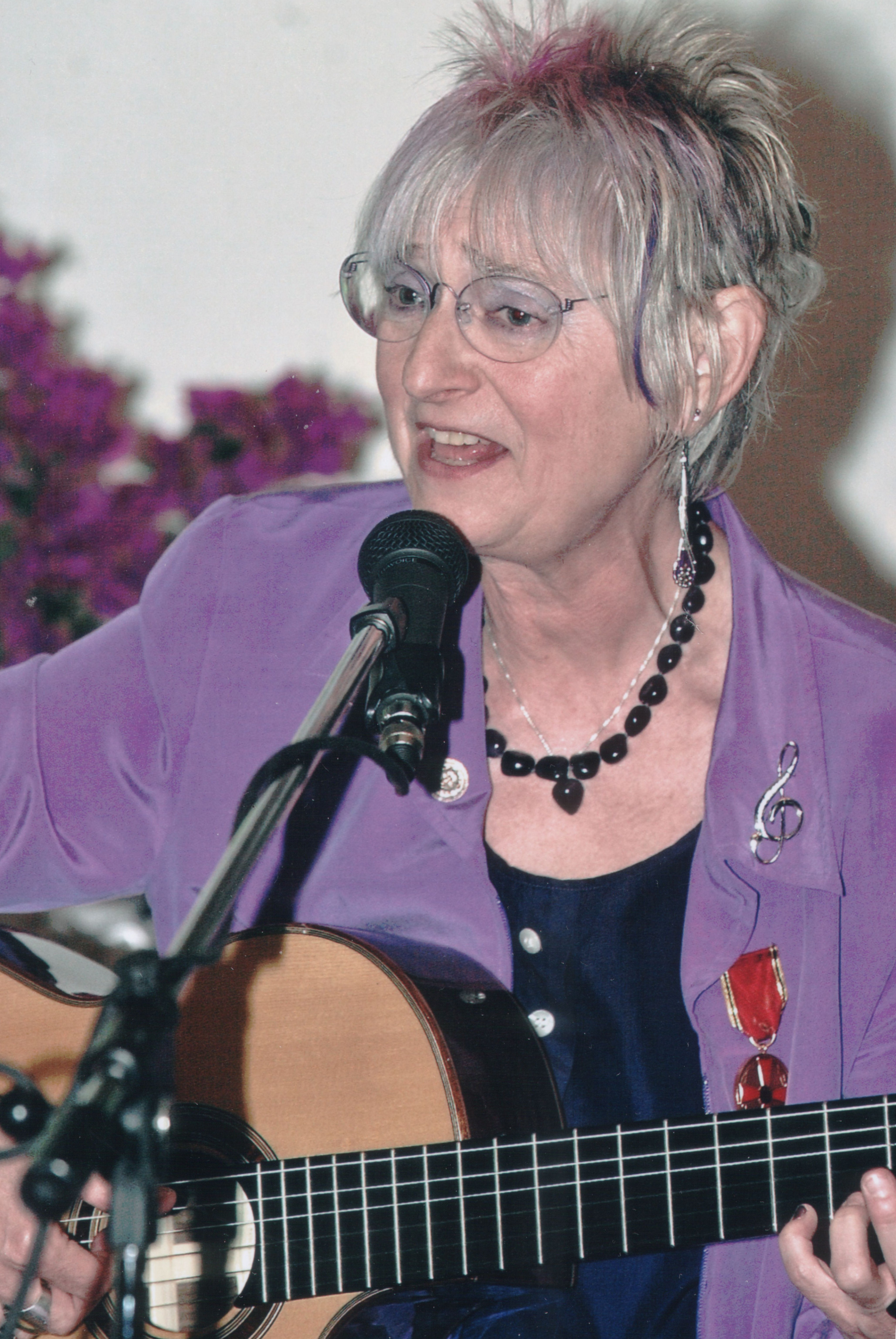
Monika Kampmann mit Gitarre

Monika Kampmann (* 19. Juli 1946 in Köln) ist eine Liedermacherin, die ihre Lieder auf Hochdeutsch und in Kölner Mundart vorträgt. Ihr Markenzeichen ist die Farbe Lila für ihre Kleidung, Taschen, Brillen und Accessoires. Eine weitere Besonderheit ist ihr Hocker, den sie zu allen Auftritten mitbringt.

## Leben
Bedingt durch den Vater, der im Mandolinenorchester „Harmonie“ spielte, kam Monika schon in frühester Jugend mit der Musik in Berührung und erhielt mit neun Jahren ihre eigene Gitarre. Auf der Ursulinen-Schule in Köln machte sie ihr Abitur.
Sie studierte Pädagogik, Mathematik und Geschichte für das Lehramt. Nach dem Referendariat war sie zwei Jahre Assistentin an der Pädagogischen Hochschule Freiburg im Breisgau.
Als Oberstudienrätin unterrichtete sie an dem Gymnasium Köln-Höhenhaus, das später in die Gesamtschule Köln-Höhenhaus (Willy-Brandt-Gesamtschule) überging, am Aggertal-Gymnasium und am Stadtgymnasium Köln-Porz. Während dieser Zeit ließ sie sich für sechs Jahre beurlauben, um Kölsch-AGs in Schulen aufzubauen und ihre Tätigkeit als Liedermacherin weiterzuentwickeln.
Heute wohnt Monika Kampmann in Rösrath bei Köln in der sogenannten „Villa Musica“ zusammen mit ihrer langjährigen musikalischen Partnerin Ingrid Ittel-Fernau.

## Wirken
Monika Kampmann begann ihre Bühnenkarriere 1976 bei Udo Werners Talentprobe am Tanzbrunnen in Köln. Seitdem ist sie bei vielen Gelegenheiten mit ihrer Gitarre aufgetreten, auf deutschen und internationalen Bühnen, ebenso bei Geburtstags- und Jubiläumsfeiern.
Mit dem Lied „Alt-Kölle“ von Peter Berchem, vertont von Gerold Kürten, das sie 1978 während eines Spanien-Urlaubs erstmals hörte, begann ihre Liebe und ihr Einstieg in das kölsche Liedgut. Die folgende jahrelange Zusammenarbeit und Abstimmung mit Gerold Kürten und dem „Kölschprofessor“ Heribert A. Hilgers verstärkten diese Liebe und führten zu einem peniblen Umgang mit der Entstehungsgeschichte der Lieder.
Ihren Schülern bot sie seit 1980 eine Arbeitsgemeinschaft für kölsche Sprache und kölsches Brauchtum an.
Aus anfänglich Folklore wurde die gesellschaftskritische Liedermacherin, so begleitete sie unter der Regie von Barbara von Sell 1984 Katharina Focke bei ihren Wahlkampfauftritten mit musikalischen Kommentaren zu Themen wie Umweltschutz, Gleichberechtigung, Frauenförderung, Arbeitslosigkeit, Diskriminierung, Rollenklischees u. ä.
Im Kölner Senftöpfchen, in der Philharmonie Köln bis 2013, im Kulturverein Schloss Eulenbroich und in der Stadthalle in Köln-Mülheim hat Monika Kampmann zusammen mit Ingrid Ittel-Fernau als Kleinkunst-Duo jährlich eine Reihe fester Auftritte. Highlights sind dabei die Veranstaltungen zur „Kölschen Weihnacht“, die noch in ihrer ursprünglichen Art gepflegt wird und zu deren Wiederentdecker Ende der 1970er Jahre Henner Berzau, Hans Knipp und Gerold Kürten als Texter und Komponisten und Monika Kampmann als Interpretin in erster Linie gehörten.

## Diskografie
CD
- Loss m'r doch noch jet singe – „Alt-Köln“ und andere Lieder auf Kölsch
- Am Finster eruus – Heitere und kritische Lieder auf Kölsch
- Anstöße – Sozialkritische Lieder
- Zwischentöne – Sozialkritische Lieder
- Starke Europa – Zwei Lieder zum Europawahlkampf 1989
- Tu was / Mit links – Lieder zum Bundestagswahlkampf 1990
- Fraulück un andere Minsche – Lieder über Frauentypen
- Eindrücke – sozialkritisch und Mut machend
- Der Wäch vun Kölle noh Bethlehem – Lieder zur Advents- und Weihnachtszeit
- Jangk, bliev nit stonn – Ein Gang durchs Jahr
- Wann ich singe… – Texte des Kölner Mundartautors Henner Berzau
- Liebe – Liebesfreud und Liebesleid, vum Jänhann un Wihdunn
- Chressdach en Kölle – Lieder zur Advents- und Weihnachtszeit
- Alles hät sing Zick – Lieder und Texte von Hans Knipp
- Kinder haben so viele Fragen – kölsche Lieder und hochdeutsch gesprochene Texte
- Et Leeve jeit wigger – Lieder und Texte von Henner Berzau
- The Best of....
- Wünsche – aus dem Programm „Leute, die etwas zu sagen haben“ und Weihnachtslieder
- Doot jet, fangt aan! – nachdenklich, besinnlich und fröhlich

## Auszeichnungen
- Große Ehrenmedaille der Akademie för uns kölsche Sproch, 1990.
- „Besondere Verdienste öm uns kölsche Sproch“, Kölsch-Forum Sülz, 1994
- Magister Lingue et Humoris Coloniensis (Meister der kölschen Sprache und des kölschen Humors), 1995
- SeverinsBürgerpreis, 1996 für „Die traditionelle Pflege kölscher Sprache und Kultur“[4]
- Rheinlandtaler, für ihr Engagement um die kölsche Sprache und das kölsche Liedgut bei Jung und Alt, 4. September 2000
- Ehrenmitgliedschaft in den Unternehmerfrauen im Handwerk (UFH) Köln, 2001
- Verdienstmedaille des Verdienstordens der Bundesrepublik Deutschland, für ihre Verdienste  um kölsche Mundart und Brauchtum sowie ihr sozialkritisches Engagement, 19. Juni 2004